# TextSecure
TextSecure曾是一個自由開放的Android加密通訊應用程式。它可以在簡訊、多媒體短訊與即時通訊進行傳送與接收訊息。它利用端對端加密通訊使所有訊息安全地傳送給其他使用者。它是由Open Whisper Systems所開發並且以GPL v3發行。2015年11月，TextSecure與另一個應用程式RedPhone結合成一個應用程式Signal開發。

## 特性
它允許使用者在Android 2.3或更新的智能手机上經由簡訊、多媒體短訊、Wi-Fi、3G或4G互相傳送文字訊息、音訊、照片、影片、聯絡人資訊與表情符号。它也允許傳送未加密的訊息給非TextSecure使用者。
傳送訊息給其他TextSecure使用者時，它會自動以端對端加密通訊加密訊息，意即訊息僅限指定的接收者閱讀。身分識別金鑰通常用來加密使用者儲存在裝置上的訊息，假如使用者啟用密碼，這些訊息會被保護在加密層內。在使用者介面，已加密的訊息會用锁圖標來表示。
已傳送的訊息會以色彩來區分。綠色代表簡訊，藍色代表訊息經由互联网傳送。
| 功能                 | 描述                                                                                     | 預設 |
| -------------------- | ---------------------------------------------------------------------------------------- | ---- |
| 即時訊息             | 可提升隱私性，並且藉由與其他也使用TextSecure的使用這透過加密的連線通訊來節約手機簡訊費用 | 啟用 |
| 自訂密碼             | 啟用身分識別金鑰加密使用者的訊息                                                         | 關閉 |
| 『自訂密碼』上鎖倒數 | 若閒置太久沒用，讓『自訂密碼』自動幫TextSecure上鎖                                       | 關閉 |
| 螢幕安全設定         | 停用畫面擷取功能，在對話清單或APP內                                                      | 啟用 |
| 刪除舊的簡訊         | 自動刪除舊的簡訊，當對話群組超過一定長度時                                               | 關閉 |
| 手機簡訊傳送狀態報告 | 針對每則手機簡訊都要求回覆傳送報告                                                       | 關閉 |
| 金鑰交換完成         | 自動完成新連線金鑰交換，或套用目前已存在連線同樣的身分識別金鑰                           | 啟用 |
| Outgoing SMS/MMS     | 假如互联网無法使用，給TextSecure使用者的訊息會以端對端加密通訊加密                       | 啟用 |
| Outgoing SMS/MMS     | 給非TextSecure使用者的訊息不會被加密                                                     | 啟用 |

## 外部連結
- Google Play商店中的TextSecure
- TextSecure（页面存档备份，存于）在GitHub網站
- Open Whisper Systems（页面存档备份，存于）開發人員的網站